# Гончарук Андрій Іванович
Андрій Іванович Гончарук (нар.9 квітня 1961, м. Київ) — український державний діяч, дипломат, Надзвичайний і Повноважний Посол.

## Біографія
Андрій Гончарук народився 9 квітня 1961 року в місті Києві.
Закінчивши середню школу № 155 м. Києва, у 1978 році вступив на економічний факультет Київського державного університету ім. Тараса Шевченка, який закінчив 1983-го року. Продовжив навчання в аспірантурі Інституту соціальних і економічних проблем зарубіжних країн АН УРСР.
Протягом 1986—1991 років займав посади молодшого, наукового співробітника, виконуючого обов'язки вченого секретаря та вченого секретаря Інституту соціальних і економічних проблем зарубіжних країн АН УРСР.
У 1988 році захистив кандидатську дисертацію «Вплив науково-технічної революції на характер економічного змагання двох світових систем».. Має вчені звання старшого наукового співробітника (1991 р.) та доцента (2013 р.).
У 1991—1992 роках працював на різних керівних посадах у Міністерстві зовнішньоекономічних зв'язків України, а у 1992—1999 роках на посадах начальника головного управління, заступника, першого заступника Міністра зовнішньоекономічних зв'язків і торгівлі України.
З 1993 по 2003 рік одночасно є заступником спеціального представника Уряду України при ГАТТ/СОТ, заступником голови урядового комітету України з питань співробітництва з ЄС, співголовою декількох двосторонніх торгово-економічних комісій, главою державної делегації України на переговорах зі вступу України до Світової організації торгівлі. У цей час він бере участь у багатьох у двосторонніх та багатосторонніх переговорах з зарубіжними партнерами в процесі вступу України у СОТ. Був одним із ініціаторів становлення та розвитку в Україні напрямку міжнародної діяльності — торгової дипломатії.
В 1999 році, у віці 37 років, призначений Міністром зовнішньоекономічних зв'язків і торгівлі України. На той час наймолодший міністр в усіх урядах України. На цій посаді перебував до початку 2000 року, коли міністерство було реорганізовано. Продовжив займатися зовнішньоекономічним блоком на посаді заступника Міністра економіки України.
У 2001—2003 роках — перший заступник Державного секретаря, Державний секретар з питань торгівлі Міністерства економіки та з питань європейської інтеграції України.
З 2000 поєднує державну, дипломатичну діяльність з науково-викладацькою. Професор кафедри міжнародної торгівлі Київського національного економічного університету імені Вадима Гетьмана (2005—2015 роки).
У 2003 році він стає головним радником з питань торгової політики та захисту на зовнішніх ринках корпорації «Інтерпайп».
З 2005 по 2007 рік Андрій Гончарук є радником прем'єр-міністра з питань багатосторонньої торгової дипломатії, зокрема процесу вступу України в СОТ.
У 2008 році указом президента призначений заступником Глави Секретаріату Президента України. Будучи де-факто дипломатичним радником Президента України, на займаній посаді він займавався усіма міжнародними питаннями, в тому числі зовнішньоекономічними.
2010—2011 — заступник Глави Адміністрації Президента України.
З 2011 — радник Президента України - керівник Головного управління з питань міжнародних відносин Адміністрації Президента України . 21 лютого 2014 року подав у відставку.
З 15 квітня 2013 — представник України у Світовій організації торгівлі та голова Державної комісії з питань співробітництва з СОТ.
З квітня 2014 року — дипломатичний радник Першого Президента України Леоніда Кравчука.
2014—2019 — член наглядової ради Інституту стратегічних досліджень «Нова Україна».
З квітня 2015 року — віце-президент Української асоціації зовнішньої політики.
У 2020 р. увійшов до «Ініціативи 16 липня». Автор понад 30-ти наукових праць.

## Нагороди та звання
- 2000 — Державний службовець 1-го рангу[19]
- 2008 — Надзвичайний і Повноважний Посол України[1]
- 2008 — Орден князя Ярослава Мудрого V ст., за внесок в інтеграцію України в Світову організацію торгівлі[20]
- 2009 — Заслужений економіст України[21]
- 2012 — Грамота Співдружності Незалежних держав[22]
- Орден  Святого Рівноапостольного князя Володимира Великого
- Орден святого великомученика Георгія Побідоносця (УПЦ МП)
- Орден святого рівноапостольного князя Володимира (РПЦ)[23]
- Державні нагороди низки  іноземних країн

## Сім'я
Одружений, має двох дітей, онучку та онуків.